# William Smithe
William Smithe (né William Smith le 30 juin 1842, décédé le 28 mars 1887) était un homme politique britanno-colombien. Il est premier ministre de la province de janvier 1883 jusqu'à son décès en mars 1887. Il est le premier premier ministre de l'histoire de la Colombie-Britannique à mourir en fonctions.
Sous sa gouverne de la province est lancée l'ère du Great Potlatch, durant laquelle le gouvernement distribue généreusement des ressources publiques et des terres à des hommes d'affaires privés. Il règle également plusieurs disputes avec le gouvernement fédéral qui avaient bloqué la construction du chemin de fer transcontinental Canadien Pacifique.

## Biographie
Né à Matfen dans le Northumberland en Angleterre, Smithe fréquente les écoles de Whittington. Plus vieux, il travaille à Newcastle upon Tyne avant d'immigre près du lac Somenos (en) dans la région de Cowichan dans la colonie de l'Île de Vancouver en 1862. En 1866, il vit quelque temps à San Francisco avant de travailler comme mineur quelques mois comme mineur près du ruisseau Grouse (en) dans la région de Cariboo.
Reconnu comme une personnalité marquante de la région, il est élu député lors de la première élection provinciale en 1871. En 1875, il devient, de façon informelle, le chef de l'opposition au gouvernement du premier ministre George Anthony Walkem, mais il cède la direction de l'opposition à Andrew Charles Elliott. Smithe n'est pas ministre dans le premier cabinet d'Elliott, mais lors de la démission du ministre des Finances Thomas Basil Humphreys, il prend cette charge et celle de l'Agriculture de 1876 à 1878 avant de retourner sur les banquettes de l'opposition et redevient chef de l'opposition face au second gouvernement Walkem (en).
Walkem étant remplacé par Robert Beaven ce dernier n'obtient pas la confiance de la chambre et Smithe se voit offrir le poste de premier ministre en janvier 1883. Smithe doit alors gouverner dans une assemblée divisé entre les insulaires de l'île de Vancouver et les habitants de la terre ferme qui étaient jaloux de la surreprésentation de ces derniers à l'Assemblée. Il s'entend entre autres avec son homologue fédéral John A. Macdonald pour l'ouverture des terres à la colonisation dans la région de la rivière de la Paix où devait passer le chemin de fer du Pacifique, Il octroie aussi un contrat à l'homme d'affaires Robert Dunsmuir qui, associé dans un consortium avec les américains Collis Potter Huntington et Leland Stanford, se voit concédé plus de 2 millions d'acres de terre sur l'île de Vancouver et l'autorisation d'y exploiter les gisements de houille.
En 1884, il donne une concession de 6 milles acres de terrain au président du Canadien Pacifique, Cornelius Van Horne, qui s'engage ensuite à prolonger le réseau ferroviaire de Port Moody à Vancouver.
Au point de vue social, Smithe adopte plusieurs lois régissant la population chinoise dont l'assujettissement de ces derniers à un permis de travail annuel de 10 dollars pour tous ceux âgés de plus de 15 ans et une interdiction de ces derniers d'acquérir des terres de la couronne. Sa politique envers les autochtones se concentre sur la limitation des concessions de terres avec la raison selon laquelle ils n'avaient pas besoin de beaucoup de terre, car ils ne les cultivaient guère.
Réélu lors de l'élection de 1886, il profite de la vague de prospérité régnant en Colombie-Britannique et causée par les concessions de terres et au règlement des litiges avec le gouvernement fédéral. 
Construisant une vaste demeure à Victoria, Smithe tombe malade en 1887 et succombe à une néphrite peu avant son 45e anniversaire et est inhumé au cimetière Mountain View (en)..